# Taufbecken Marolles (Oise)

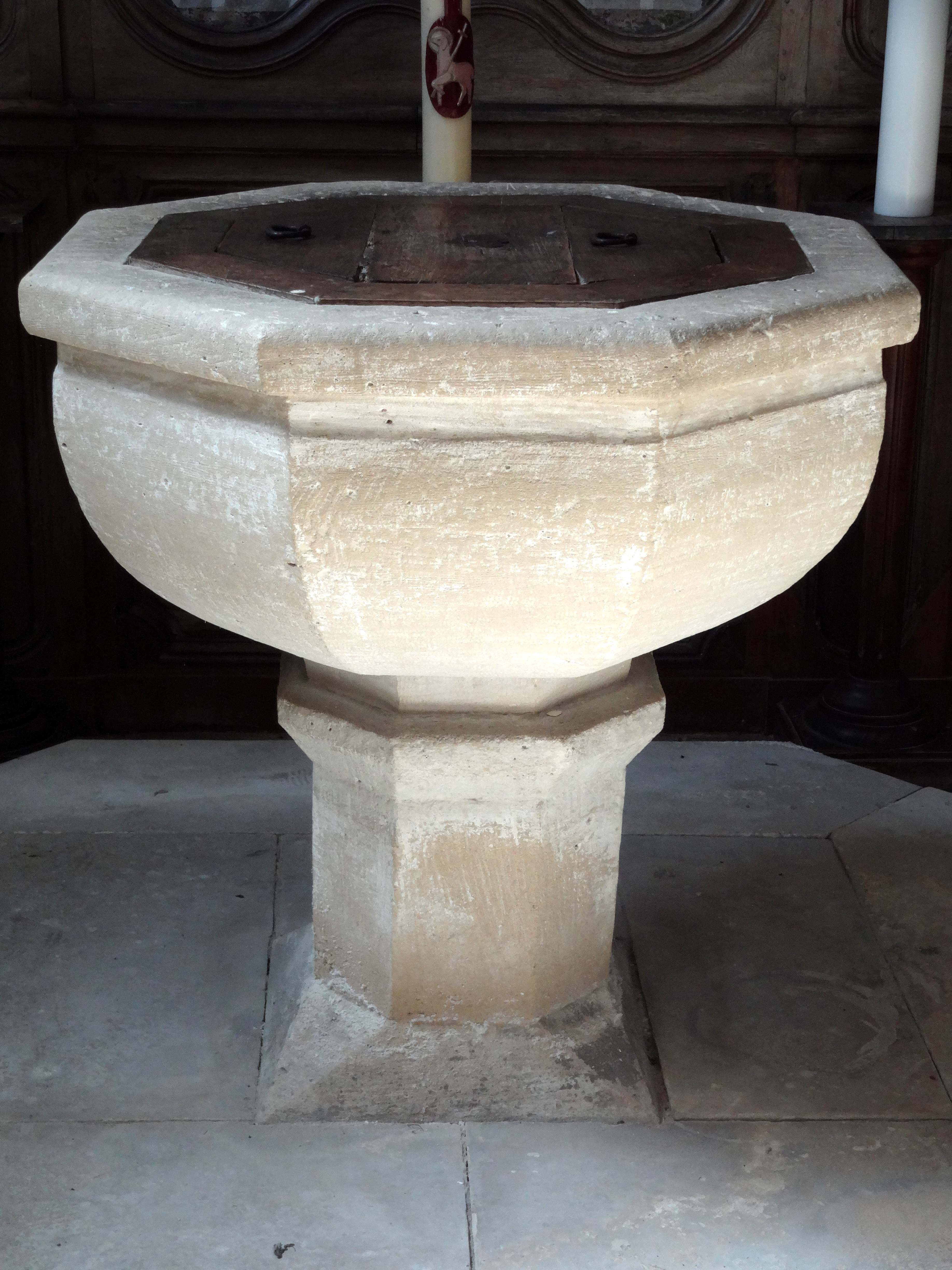
Taufbecken in Marolles

Das Taufbecken in der katholischen Pfarrkirche Ste-Geneviève in Marolles, einer französischen Gemeinde im Département Oise in der Region Hauts-de-France, wurde im 15. Jahrhundert geschaffen. 
Im Jahr 2003 wurde das gotische Taufbecken als Monument historique in die Liste der geschützten Objekte (Base Palissy) in Frankreich aufgenommen.
Das einen Meter hohe und 94 cm breite Taufbecken aus Kalkstein steht auf einem achteckigen Sockel. Das achteckige Becken ist godroniert und am oberen Rand mit einem Wulst versehen.   
Der Deckel aus Eichenholz mit einem eisernen Verschluss ist ebenfalls denkmalgeschützt. 